# Сидоровка (Нижнеомский район)
Сидоро́вка — деревня в Нижнеомском районе Омской области. Входит в состав Ситниковского сельского поселения.

## История
Основана в 1883 г. В 1928 г. село Сидоровка состояло из 221 хозяйства, основное население — русские. Центр Сидоровского сельсовета Иконниковского района Омского округа Сибирского края.

## Население
| 2010 |
| ---- |
| 226  |